# Albino Mensa
Albino Mensa (Villa Alicia, 14 gennaio 1916 – Pinerolo, 8 gennaio 1998) è stato un arcivescovo cattolico italiano.

## Biografia
Figlio di emigranti, nacque a Villa Alicia, in Argentina, il 14 gennaio 1916.

### Formazione e ministero sacerdotale
Dopo la morte della mamma ritornò a Pinerolo, dove entrò nel locale seminario diocesano.
Ordinato sacerdote il 29 giugno 1939, conseguì la licenza in Teologia presso la Pontificia Università Lateranense di Roma. Nella sua vita da sacerdote fu parroco a Pinerolo nella nuova parrocchia "Cuore Immacolato di Maria" in borgo San Lazzaro, voluta dal vescovo Gaudenzio Binaschi a compimento di un voto fatto alla Madonna, per la protezione della città di Pinerolo uscita incolume dalla seconda guerra mondiale, di erigere in suo onore una nuova chiesa. Fu insegnante di diritto canonico presso il seminario di Pinerolo.
Nel 1947 accettò la proposta di far ritorno in Argentina ove si prese cura degli emigrati italiani per dieci anni. Fu anche "Direttore Nazionale delle Opere d'Emigrazione in Argentina". Rientrato a Pinerolo nel 1957, venne nominato canonico della cattedrale nonché vicario generale della diocesi.

### Ministero episcopale
Il 28 marzo 1960 papa Giovanni XXIII lo elesse vescovo di Ivrea. Fece l'ingresso solenne in diocesi il 5 giugno dello stesso anno.
Il 12 ottobre del 1966, papa Paolo VI lo promosse arcivescovo di Vercelli.
Dal 1966 al 1991 guidò l'arcidiocesi e applicò le direttive stabilite dal Concilio Vaticano II a cui aveva preso parte.
Nel 1991, per raggiunti limiti di età, lasciò la guida dell'arcidiocesi all'arcivescovo Tarcisio Bertone.
Morì all'alba dell'8 gennaio 1998.

## Genealogia episcopale e successione apostolica
La genealogia episcopale è:
- Cardinale Scipione Rebiba
- Cardinale Giulio Antonio Santori
- Cardinale Girolamo Bernerio, O.P.
- Arcivescovo Galeazzo Sanvitale
- Cardinale Ludovico Ludovisi
- Cardinale Luigi Caetani
- Cardinale Ulderico Carpegna
- Cardinale Paluzzo Paluzzi Altieri degli Albertoni
- Papa Benedetto XIII
- Papa Benedetto XIV
- Cardinale Enrico Enriquez
- Arcivescovo Manuel Quintano Bonifaz
- Cardinale Buenaventura Córdoba Espinosa de la Cerda
- Cardinale Giuseppe Maria Doria Pamphilj
- Papa Pio VIII
- Papa Pio IX
- Cardinale Gustav Adolf von Hohenlohe-Schillingsfürst
- Arcivescovo Salvatore Magnasco
- Cardinale Gaetano Alimonda
- Cardinale Agostino Richelmy
- Vescovo Giuseppe Castelli
- Vescovo Gaudenzio Binaschi
- Arcivescovo Albino Mensa

La successione apostolica è:
- Vescovo Natalino Pescarolo (1990)
- Cardinale Tarcisio Bertone, S.D.B. (1991)